# Багаев, Михаил Гаврилович
Михаи́л Гаври́лович Бага́ев (8 ноября 1918, Орловск, Уржумский уезд, Вятская губерния, РСФСР — 24 апреля 1998, Руэм, Медведевский район, Марий Эл, Россия) — советский деятель сельского хозяйства, герой Великой Отечественной войны. В годы Великой Отечественной войны — командир 2 миномётной роты миномётного батальона 26 мотострелковой бригады 19 танкового корпуса Московского военного округа, старший лейтенант (1940—1944), трижды кавалер ордена Отечественной войны и дважды кавалер ордена Красной Звезды. Старший научный сотрудник Марийской сельхозопытной станции (1961—1980). Заслуженный агроном Марийской АССР (1980). Член ВКП(б) с 1944 года.

## Биография
Родился 8 ноября 1918 года в деревне Орловск ныне Мари-Турекского района Марий Эл в семье крестьян-середняков. Рано остался без отца: он погиб в Гражданской войне. 
После окончания в 1938 году Нартасского сельскохозяйственного техникума Марийской АССР — ветеринарный техник в г. Звенигово, студент в г. Казань.
В мае 1940 года призван в РККА. Участник Великой Отечественной войны: прошёл боевой путь от курсанта полковой школы до командира 2 миномётной роты миномётного батальона 26 мотострелковой бригады 19 танкового корпуса Московского военного округа, старший лейтенант. Прославился как тактически грамотный, смелый и решительный офицер, отличился в боях на Курской дуге, в Латвии и Литве. В 1942—1943 годах получил 3 тяжёлых ранения, инвалид II группы. В 1944 году принят в ряды ВКП(б). Награждён орденами и медалями.
В 1949 году окончил Казанский сельскохозяйственный институт.
В 1949—1954 годах работал агрономом в Оршанском районе Марийской АССР. С 1954 года — главный агроном, агроном Медведевской МТС / РТС. В 1961—1980 годах — старший научный сотрудник Марийской сельхозопытной станции. В 1964 году совместно с Е. С. Елизаровой вышла в свет его книга «Химические меры борьбы с вредителями и болезнями сельскохозяйственных культур в Марийской АССР», а в 1983 году —  книга «Голубое поле: возделывание льна-долгунца в совхозе «Прожектор» Оршанского района». 
Женат, дочь — известная пловчиха, самый результативный тренер по плаванию в истории Марий Эл, заслуженный работник физической культуры Марийской АССР Т. М. Косарева.
Скончался 14 апреля 1998 года в п. Руэм Медведевского района Марий Эл.

## Звания и награды

### Трудовые
- Заслуженный агроном Марийской АССР (1980)[2]
- Медаль «За доблестный труд. В ознаменование 100-летия со дня рождения Владимира Ильича Ленина» (1970)[2]
- Почётная грамота Президиума Верховного Совета Марийской АССР (1980)[2]

### Боевые
- Орден Отечественной войны I степени (20.08.1943, 06.04.1985)[2]
- Орден Отечественной войны II степени (13.12.1943)[2]
- Орден Красной Звезды (11.09.1944, 27.04.1945)[2]
- Медаль «За победу над Германией в Великой Отечественной войне 1941—1945 гг.» (09.05.1945)